# 鄺湛之
鄺湛之，生卒年不詳，籍贯广东省番禺人，明朝政治人物。

## 簡歷
鄺湛之是邝露的从兄（按：邝露字湛若，湛之当是其从兄之字），还是袁崇焕的部将，于明朝末年战死于辽东。